# Ypirangathemis calverti
Die Ypirangathemis calverti ist die einzige Libellenart der Gattung Ypirangathemis aus der Unterfamilie Sympetrinae. Sie tritt im Süden Venezuelas, Guayanas sowie im Südosten Brasiliens auf. Die Larven sind noch nicht beschrieben. Das Artepitheton ehrt den US-amerikanischen Entomologen Philip Powell Calvert.

## Bau der Imago
Das bräunliche Tier erreicht eine Länge von 27–34 Millimeter, womit sie eine eher kleine bis mittlere Größe hat. Der Vertex sowie die Postfrons ist bei Alten Exemplaren metallisch blau. Der Teil des Thorax an dem die Flügel ansetzen, der sogenannte Pterothorax ist hellbraun, mit einer schwarzen Netzstruktur auf dem Rücken (Dorsum), die zu Seite hin verblasst. Die Flügel sind durchsichtig können aber auch ein breites dunkelbraunes Band, zwischen dem Flügeldreieck und dem gelblichen Flügelmal (Pterostigma) tragen. Ähnlich wie bei Vertreter von Erythrodiplax, Nannothemis, Pseudoleon und Uracis ist das letzte Segment der vesica spermalis lang und zylindrisch. Der Vertex ist gerundet.

## Ähnliche Gattungen
Ypirangathemis calverti ist Vertretern der Gattung Uracis sehr ähnlich kann aber zum Beispiel auf Grund des gerundeten Vertex von jenen unterschieden werden.